# Daytime Emmy Awards 1982
La cerimonia della 9ª edizione dei Daytime Emmy Awards (9th Daytime Emmy Awards) si è tenuta l'8 giugno 1982 e ha premiato i migliori programmi e personaggi televisivi del 1981.
La cerimonia è stata presentata da Bob Barker ed è stata trasmessa dalla CBS.

## Daytime Emmy Awards

### Soap opera

#### Miglior serie drammatica
- Sentieri (Guiding Light), trasmessa dalla CBS
  - General Hospital, trasmessa dalla ABC
  - I Ryan (Ryan's Hope), trasmessa dalla ABC
  - La valle dei pini (All My Children), trasmessa dalla ABC

#### Miglior attore protagonista in una serie drammatica
- Anthony Geary, per aver interpretato Luke Spencer in General Hospital
  - Larry Bryggman, per aver interpretato John Dixon in Così gira il mondo (As the World Turns)
  - Stuart Damon, per aver interpretato Alan Quartermaine in General Hospital
  - James Mitchell, per aver interpretato Palmer Cortlandt in La valle dei pini
  - Richard Shoberg, per aver interpretato Tom Cudahy in La valle dei pini

#### Miglior attrice protagonista in una serie drammatica
- Robin Strasser, per aver interpretato Dorian Lord in Una vita da vivere
  - Leslie Charleson, per aver interpretato Monica Quartermaine in General Hospital
  - Ann Flood, per aver interpretato Nancy Pollock ne Ai confini della notte (The Edge of Night)
  - Sharon Gabet, per aver interpretato Raven Whitney in Ai confini della notte
  - Susan Lucci, per aver interpretato Erica Kane in La valle dei pini

#### Miglior attore non protagonista in una serie drammatica
- David Lewis, per aver interpretato Edward Quartermaine in General Hospital
  - Gerald Anthony, per aver interpretato Marco Dane in Una vita da vivere (One Life to Live)
  - Douglas Sheehan, per aver interpretato Joe Kelly in General Hospital
  - Darnell Williams, per aver interpretato Jesse Hubbard in La valle dei pini

#### Miglior attrice non protagonista in una serie drammatica
- Dorothy Lyman, per aver interpretato Opal Cortlandt in La valle dei pini
  - Elizabeth Lawrence, per aver interpretato Myra Sloane in La valle dei pini
  - Meg Mundy, per aver interpretato Mona Croft in The Doctors
  - Louise Shaffer, per aver interpretato Rae Woodward in I Ryan

#### Miglior team di registi di una serie drammatica
- Marlene Laird, Alan Pultz e Phil Sogard per General Hospital
  - Larry Auerbach, Jack Coffey, Sherrell Hoffman, Elizabeth Wallace e Jørn Winther per La valle dei pini
  - Norman Hall, Peter Miner e David Pressman per Una vita da vivere
  - Richard Pepperman e John Sedwick per Ai confini della notte

#### Miglior team di sceneggiatori di una serie drammatica
- Nancy Franklin, Douglas Marland, Patrick Mulcahey, Gene Palumbo, Frank Salisbury ed Elizabeth Wallace per Sentieri
  - Cynthia Benjamin, Clarice Blackburn, Lorraine Broderick, Agnes Nixon, John Saffron, Mary K. Wells, Wisner Washam e Jack Wood per La valle dei pini
  - Lanie Bertram, Fred Corke, Sam Hall, Peggy O'Shea, S. Michael Schnessel  e Don Wallace per Una vita da vivere
  - Lois Kibbee e Henry Slesar per Ai confini della notte

### Programmi d'intrattenimento

#### Miglior talk show
- The Richard Simmons Show, trasmesso in syndication

#### Miglior game show
- Password Plus, trasmesso dalla NBC
  - Family Feud, trasmesso dalla ABC
  - The Price is Right, trasmesso dalla CBS
  - Wheel of Fortune, trasmesso dalla NBC

#### Miglior programma d'intrattenimento
- The Regis Philbin Show, trasmesso dalla NBC
  - The John Davidson Show, trasmesso in syndication
  - The Merv Griffin Show, trasmesso in syndication

#### Miglior programma d'intrattenimento per ragazzi
- Captain Kangaroo, trasmesso dalla CBS
  - ABC Weekend Specials, trasmesso dalla ABC

#### Miglior programma educativo o d'informazione per ragazzi
- 30 Minutes, trasmesso dalla CBS
  - Kids Are People Too, trasmesso dalla ABC
  - Sesame Street, trasmesso dalla PBS

#### Miglior serie speciale d'intrattenimento per ragazzi
- ABC Afterschool Specials per l'episodio Starstruck, trasmessa dalla ABC
  - CBS Afternoon Playhouse per l'episodio Me and Mr. Stenner, trasmessa dalla CBS

#### Miglior serie o programma speciale educativo o d'informazione per ragazzi
- Kathy
  - The Body Human: Becoming a Man, trasmesso dalla CBS
  - The Body Human: Becoming a Woman, trasmesso dalla CBS